# Furacão Anita
Furacão Anita ficou ativo de 29 de agosto a 3 de setembro de 1977 foi considerado de Categoria 5 pela Escala de Furacões de Saffir-Simpson com ventos de 170 mph (270 km/h).
Anita se formou no Golfo do México e se moveu pelo México e sul do Texas (Estados Unidos), houve 11 pessoas mortas e a quantia do estrago nunca foi registrada.

## Resultado
Logo após o furacão atingir o solo, o governo do México enviou dois caminhões de alimentos para as áreas de maior impacto. Além disso, os funcionários permitiram o uso pleno do sistema ferroviário mexicano para facilitar a distribuição da ajuda. Três municípios também foram declarados áreas de desastre após a tempestade. No Texas, a combinação de chuvas moderadas e marés altas em pântanos levou a um surto de mosquito perto de Galveston. O nome Anita foi aposentado depois da passagem do furacão.